# Gilson Cesar Granzotto
Gilson Cesar Granzotto (*Limeira, Estado de São Paulo, Brasil, 1 de enero de 1965) fue un futbolista brasileño. Se desempeñaba en posición de delantero. En España jugó en la Primera División la temporada 1990/91, siendo jugador del Club Deportivo Logroñés, marcando seis goles.

## Clubes
| Club                           | País   | Años        |
| ------------------------------ | ------ | ----------- |
| Botafogo Futebol Clube         | Brasil | 1988        |
| Club Atlético Taquaritinga     | Brasil | 1989        |
| Club Deportivo Logroñés        | España | 1990 - 1991 |
| CE Sabadell                    | España | 1991 - 1992 |
| Clube Atlético Mineiro         | Brasil | 1993 - 1994 |
| Rio Preto Esporte Clube        | Brasil | 1994        |
| Clube Atlético Paranaense      | Brasil | 1994 - 1995 |
| Rio Preto Esporte Clube        | Brasil | 1995        |
| Grêmio Esportivo Novorizontino | Brasil | 1995        |
| Esporte Clube Corinthians      | Brasil | 1996        |
| Esporte Clube Juventude        | Brasil | 1996        |
| São Caetano                    | Brasil | 1997 - 1998 |
| Esporte Clube Bahia            | Brasil | 1998 - 1999 |
| Olímpia Futebol Clube          | Brasil | 2000        |